# Hrubý Jeseník (powiat Nymburk)
Hrubý Jeseník – gmina w Czechach, w powiecie Nymburk, w kraju środkowoczeskim. Według danych z dnia 1 stycznia 2013 liczyła 525 mieszkańców.